# Lijst van voetbalinterlands Kenia - Lesotho
Deze lijst van voetbalinterlands is een overzicht van alle officiële voetbalwedstrijden tussen de nationale teams van Kenia en Lesotho. De landen hebben tot op heden zes keer tegen elkaar gespeeld. De eerste ontmoeting was een kwalificatiewedstrijd voor de Afrika Cup 1994, op 16 augustus 1992 in Maseru. Het laatste duel, een kwalificatiewedstrijd voor de Afrika Cup 2015, werd gespeeld in Nairobi op 3 augustus 2014.

## Wedstrijden
| № | Plaats  | Datum            | Competitie                   | Wedstrijd       | Uitslag |
| - | ------- | ---------------- | ---------------------------- | --------------- | ------- |
| 1 | Maseru  | 16 augustus 1992 | Afrika Cup 1994 kwalificatie | Lesotho − Kenia | 2 − 2   |
| 2 | Nairobi | 24 april 1993    | Afrika Cup 1994 kwalificatie | Kenia − Lesotho | 3 − 0   |
| 3 | Nairobi | 1 oktober 2000   | Vriendschappelijk            | Kenia − Lesotho | 1 − 1   |
| 4 | Kitwe   | 8 juli 2013      | COSAFA Cup 2013              | Kenia − Lesotho | 2 − 2   |
| 5 | Maseru  | 20 juli 2014     | Afrika Cup 2015 kwalificatie | Lesotho − Kenia | 1 − 0   |
| 6 | Nairobi | 3 augustus 2014  | Afrika Cup 2015 kwalificatie | Kenia − Lesotho | 0 − 0   |

## Samenvatting
| Competitie              | Totaal gespeeld | Winst Kenia | Gelijk | Winst Lesotho | Doelsaldo Kenia – Lesotho |
| ----------------------- | --------------- | ----------- | ------ | ------------- | ------------------------- |
| Afrika Cup-kwalificatie | 4               | 1           | 2      | 1             | 5 − 3                     |
| COSAFA Cup              | 1               | 0           | 1      | 0             | 2 − 2                     |
| Vriendschappelijk       | 1               | 0           | 1      | 0             | 1 − 1                     |
| Totaal                  | 6               | 1           | 4      | 1             | 8 − 6                     |

KFF · Selecties · Keniaans vrouwenelftal
1926 – 1939 · 
1940 – 1949 · 
1950 – 1959 · 
1960 – 1969 · 
1970 – 1979 · 
1980 – 1989 · 
1990 – 1999 · 
2000 – 2009 · 
2010 – 2019 ·
2020 − 2029
Algerije ·
Angola ·
Australië ·
Bahrein ·
Botswana ·
Burkina Faso ·
Burundi ·
Centraal-Afrikaanse Republiek ·
China ·
Comoren ·
Congo-Brazzaville ·
Congo-Kinshasa ·
Djibouti ·
Egypte ·
Equatoriaal-Guinea ·
Eritrea ·
Ethiopië ·
Gabon ·
Gambia ·
Ghana ·
Guinee ·
Guinee-Bissau ·
India ·
Indonesië ·
Irak ·
Iran ·
Ivoorkust ·
Jemen ·
Jordanië ·
Kaapverdië ·
Kameroen ·
Koeweit ·
Lesotho ·
Liberia ·
Libië ·
Madagaskar ·
Malawi ·
Maleisië ·
Mali ·
Marokko ·
Mauritanië ·
Mauritius ·
Mozambique ·
Namibië ·
Nieuw-Zeeland ·
Nigeria ·
Oeganda ·
Oman ·
Pakistan ·
Qatar ·
Rusland ·
Rwanda ·
Senegal ·
Seychellen ·
Sierra Leone ·
Soedan ·
Somalië ·
Swaziland ·
Taiwan ·
Tanzania ·
Thailand ·
Togo ·
Trinidad en Tobago ·
Tunesië ·
Verenigde Arabische Emiraten ·
Zambia ·
Zimbabwe ·
Zuid-Afrika ·
Zuid-Korea ·
Zuid-Soedan ·
Zwitserland
LFA · 
Lesothaans vrouwenelftal
Interlands
Tegenstander:
Algerije ·
Angola ·
Benin ·
Botswana ·
Burkina Faso ·
Burundi ·
Centraal-Afrikaanse Republiek ·
Comoren ·
Congo-Kinshasa ·
Ethiopië ·
Gabon ·
Gambia ·
Ghana ·
Guinee ·
Ivoorkust ·
Kaapverdië ·
Kameroen ·
Kenia ·
Laos ·
Liberia ·
Libië ·
Madagaskar ·
Malawi ·
Maleisië ·
Marokko ·
Mauritanië ·
Mauritius ·
Mozambique ·
Myanmar ·
Namibië ·
Niger ·
Nigeria ·
Oeganda ·
Rwanda ·
Sao Tomé en Principe ·
Senegal ·
Seychellen ·
Sierra Leone ·
Soedan ·
Swaziland ·
Tanzania ·
Togo ·
Zambia ·
Zimbabwe ·
Zuid-Afrika